# Bandeira da Morávia

A bandeira da Morávia, tal como codificada em 2002-2003, é a bandeira mais antiga documentada da Morávia, ainda em uso atualmente

Bandeira do Jihomoravský kraj. No primeiro campo da bandeira encontra-se a águia da Morávia. No quarto e último campo da bandeira encontra-se uma águia axadrezada amarela e vermelha, colocada como símbolo da reconciliação e da integração dos diferentes grupos linguísticos, religiosos e nacionais que historicamente viveram na Morávia do Sul

A bandeira da Morávia é um símbolo utilizado para representar a Morávia. 
A primeira representação do brasão de armas da Morávia num estandarte, uma vez que na Idade Média o estandarte derivava do brasão, encontra-se no estandarte do Marquês representado no Codex Gelnhausen de 1407 (uma águia prateada e vermelha com armadura dourada e coroa dourada num campo azul), a primeira descrição escrita é mesmo um século mais antiga. No entanto, nem o Margraviato da Morávia, nem o país da Morávia, nem o país da Morávia-Silésia adquiriram uma bandeira, nem estabeleceram a sua bandeira como entidade jurídica através de qualquer ato jurídico. Esta baseava-se em vários documentos históricos, desenhos e descrições, cuja utilização não tinha qualquer base jurídica. A bandeira da Morávia só adquiriu este estatuto em 2002-2003, quando os emblemas e as bandeiras foram atribuídos às actuais regiões, meio século após a abolição do sistema provincial e a introdução do sistema regional. A bandeira é codificada no campo superior das bandeiras das regiões Vysočina, Jihomoravský, Olomoucký e Zlínský e também no campo superior das bandeiras das regiões Pardubický e Moravskoslezský. A bandeira é azul, com uma águia axadrezada branca e vermelha, com uma coroa amarela e uma armadura amarela no centro do campo azul.
Foi também proposta nesta forma em 2023 por um grupo de deputados no projeto de lei sobre sinais e bandeiras provinciais.

## História
A menção mais antiga à bandeira da Morávia (ao contrário da bandeira, está firmemente fixada ao bastão) e às suas cores provém da crónica de Ottokar aus der Gaal, da viragem dos séculos XIII e XIV. Trata-se de uma descrição da batalha de Kressenbrunn, que teve lugar em 12 de julho de 1260. Os brasões de armas da Boémia e da Morávia foram descritos na crónica pelo ajudante de Bela IV Heinrich Preissler. À frente do exército boémio que avançava estava Otacar II, ao lado do qual voava uma bandeira com um leão branco sobre veludo vermelho e, ao lado, uma bandeira com uma águia morávia axadrezada vermelha e branca.
Hern Dietrich Spatzmanen
sach man die banier leiten:
in einem rȏten samît breiten
was gewohrt ein lewe wîz.

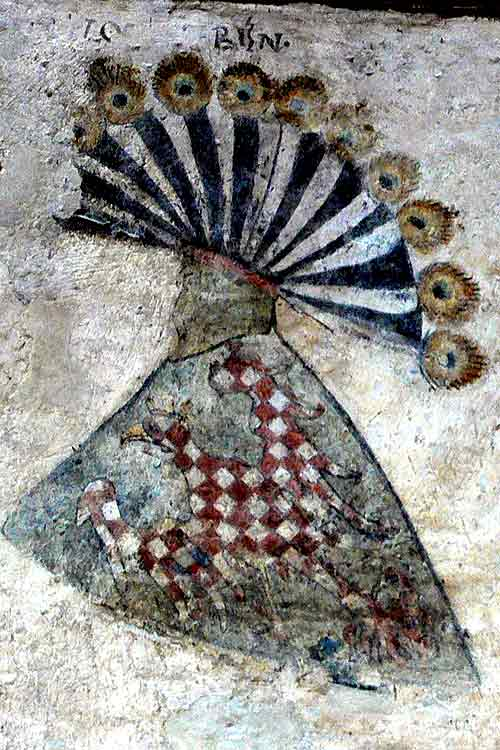
A mais antiga representação a cores conservada do brasão de armas do Marquês de Morávia em Gozzoburg

ouch heten ir baniere flîz, (Também tinham os seus estandartes).
die von Merhaeren wârn: (que eram da Morávia:)
ein geschâchzabelten arn (Águia axadrezada)
von rȏter und von wîzer varbe (cores vermelha e branca)
sach man ob in begarbe (podia-se ver um pouco por cima delas).
waejen von dem winde. (soprando ao vento)
Mais tarde, a cor da bandeira foi derivada da cor do brasão heráldico.
Desde o reinado de Otacar II, o Marquês da Morávia tem sido representado pelo brasão de armas de uma águia de pied prateada e vermelha com uma coroa dourada e garras, olhando para a direita e de pé sobre um escudo azul. 
Muitos investigadores tentaram explicar a origem do cheque águia da Morávia e das suas tinturas. 
A representação colorida mais antiga de uma águia axadrezada encontra-se no Gozzoburg, outras aparecem no final do século XIII e início do século XIV. A decoração a fresco do salão do Gozzoburg em Krems foi criada, o mais tardar, por volta de 1270 (1269) ou em ligação com a recém-construída Capela de Santa Catarina (1267), em qualquer caso depois de 1262. O salão contém os brasões de armas da Boémia, Morávia, Áustria e Estíria (ver o tipo de selo equestre de Otacar II após a sua coroação como rei com quatro brasões provinciais idênticos ao Gozzoburg), mas não os brasões de armas da Caríntia e Carníola, que Otacar II herdou em 1269.

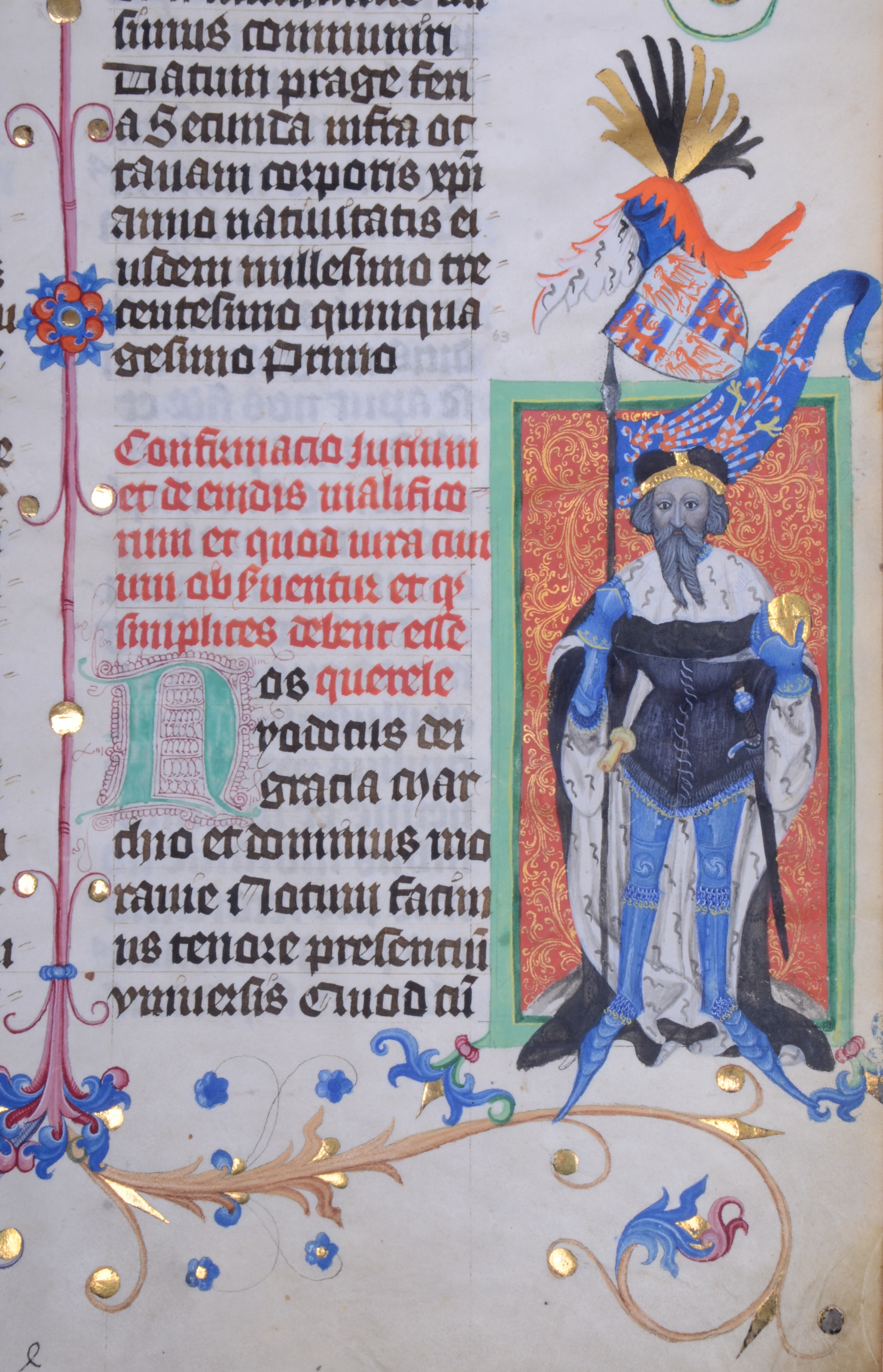
Bandeira da Morávia por Jobst da Morávia no Codex Gelnhausen no fólio 63r

A águia axadrezada é considerada o brasão nacional da Morávia, o mais tardar, desde o período luxemburguês.
Uma das primeiras representações documentadas de um estandarte com uma águia da Morávia encontra-se no Codex Gelnhausen, que mostra a figura do marquês Jobst da Morávia com um estandarte azul que ostenta uma águia da Morávia branca e vermelha axadrezada com uma coroa amarela e uma armadura amarela (logicamente sem escudo). O códice foi escrito algures entre o último terço do século XIV e o primeiro terço do século XV.
O privilégio (carta) do brasão de armas do imperador Frederico III, de 7 de dezembro de 1462, emitido para as propriedades da Morávia por iniciativa do governador e marechal da Morávia do reino da Boémia, Henrique de Lipá, foi um documento que alterou a tintura prateada original da águia da Morávia durante o reinado de Jorge de Poděbrady, substituindo os campos prateados do brasão por campos dourados, criando assim um novo brasão de "propriedades" („color albus in glaucum sive aureum transmutetur“ (Cor branca alterada para amarelo ou dourado)). A publicação da carta é um exemplo de interferência nos assuntos internos das terras da Boémia, uma vez que Frederico III. Habsburgo, enquanto imperador romano, concedeu-a às propriedades da Morávia. No entanto, a Morávia fazia parte da coroa da Boémia e, de acordo com as leis promulgadas por Carlos IV, o monarca romano não tinha autoridade para tomar tal medida, uma vez que a Morávia estava sob o domínio direto do rei da Boémia.
Historicamente, havia várias versões de bandeiras da Morávia utilizadas simultaneamente em duas ou três cores, derivadas da tintura do brasão nacional, especialmente no século XIX. Segundo alguns autores, a bandeira da Morávia é branca-vermelha-azul, com riscas horizontais, por esta ordem. Esta combinação de cores era a bandeira dos patriotas da Morávia no século XIX.

## Bandeira azul com a águia da Morávia
No parecer de peritos vexilológicos sobre a bandeira da Morávia, publicado em 1. junho de 2013, pelos peritos da Subcomissão de Heráldica e Vexilologia da Câmara dos Deputados do Câmara dos Deputados da República Checa (Subcomissão da Comissão da Ciência, Educação, Cultura, Juventude e Educação Física) Zbyšek Svoboda, Pavel Fojtík, Petr Exner e pelo Presidente da Sociedade Vexilológica Checa Jaroslav Martykán, a bandeira e o estandarte da Morávia são considerados a bandeira e o estandarte historicamente mais adequados na sua forma mais antiga documentada, ou seja ou seja, uma folha azul com uma águia axadrezada branca e vermelha.